# 小行星6237
小行星6237（6237 Chikushi）是一颗绕太阳运转的小行星，为主小行星带小行星。该小行星于1989年2月4日发现。
該小行星以筑紫國命名。

## 轨道参数
小行星6237的轨道半长轴为3.9642684 UA，离心率为0.070。